# 25032 Randallray
25032 Randallray è un asteroide della fascia principale. Scoperto nel 1998, presenta un'orbita caratterizzata da un semiasse maggiore pari a 2,3223697 UA e da un'eccentricità di 0,1371499, inclinata di 5,34746° rispetto all'eclittica.